# Alex De Angelis
Pour les articles homonymes, voir De Angelis.
Alex De Angelis est un pilote de vitesse moto saint-marinais. Il est né à Rimini en Italie le 26 février 1984. Son frère William De Angelis est également pilote de moto. Pour l'année 2010, Alex évolue dans l'équipe Scot Racing Team puis dans l'équipe JiR dans la nouvelle catégorie Moto2 (ex-250 cm³).

## Biographie
Alex De Angelis arrive en championnat du monde de vitesse en 1999 grâce à une wild card pour son Grand Prix national à Imola. Il devient pilote titulaire dès 2000 avec le titre de rookie de la catégorie 125 cm³ (meilleur débutant).
Pour la saison 2002, il signe avec l'équipe LCR, managé par Lucio Cecchinello. Il réalise son premier podium lors du GP du Sachsenring en Allemagne, en terminant derrière le futur champion du monde Arnaud Vincent.
En 2003, Alex finit la saison à la 2e place du championnat du monde avec 6 troisième places et 4 pole positions mais sans aucune victoire.
Il arrive dans la catégorie 250 cm³ pour la saison 2004, en terminant à une belle 5e place finale.
Il obtient sa première victoire lors du dernier Grand Prix de la saison 2006.
Pour la saison 2008, Alex arrive en catégorie MotoGP dans l'équipe Gresini avec de nombreuses chutes et abandons. Il réalise son premier podium lors du GP d'Indianapolis lors de la saison 2009 mais cela ne lui permet pas de rester dans la catégorie reine pour 2010. Il trouve refuge en Moto2, en tant que grand favori pour le titre mondial.
La saison 2010 ne débute pas de la meilleure des manières avec une chute dès le départ du GP du Qatar, chute entrainant une fracture des côtes et d'une vertèbre. Il ne peut ainsi pas prendre le départ du deuxième Grand Prix de la saison à Jerez. Lors du 3e GP au Mans  Alex se fait percuter par la moto de Xavier Simeon qui venait de chuter quelques mètres auparavant. Après une nouvelle chute lors du GP d'Italie il se blesse de nouveau au dos l'empêchant de participer une semaine plus tard au Grand prix de Grande-Bretagne. Son équipe rencontrant de graves problèmes financiers, Alex est libéré pour remplacer Hiroshi Aoyama en MotoGP pour 3 GP.
Le team Scot faisant faillite, il se retrouve à pied avant de trouver une solution lors du Grand Prix de Saint-Marin avec l'équipe JiR.
Le 5 septembre 2010 lors de ce grand prix de Saint-Marin, bien que n'étant pas fautif, il est impliqué dans un grave accident qui coûte la vie au pilote japonais Shoya Tomizawa. Très marqué par cet accident, il retrouve la piste 2 semaines plus tard.
Lors de la tournée outre-mer, il réalise 3 GP magnifiques avec une 4e place lors du GP du Japon. La semaine suivante, il termine en deuxième position derrière Roberto Rolfo montant ainsi sur son 34e podium en championnat du monde. 
Le 17 octobre 2010, il remporte le second Grand Prix de sa carrière en Australie
Il est victime d'un grave accident le 10 octobre 2015 aux essais du GP du Japon à Motegi.

## Carrière
- 2000 - Ch. du Monde de vitesse - 125 cm3 - Honda - 18e
- 2001 - Ch. du Monde de vitesse - 125 cm3 - Honda - 14e
- 2002 - Ch. du Monde de vitesse - 125 cm3 - Aprilia - 9e
- 2003 - Ch. du Monde de vitesse - 125 cm3 - Aprilia - 2e
- 2004 - Ch. du Monde de vitesse - 250 cm3 - Aprilia - 5e
- 2005 - Ch. du Monde de vitesse - 250 cm3 - Aprilia - 7e
- 2006 - Ch. du Monde de vitesse - 250 cm3 - Aprilia - 3e
- 2007 - Ch. du Monde de vitesse - 250 cm3 - Aprilia - 3e
- 2008 - Ch. du Monde de vitesse - MotoGP - Honda Gresini - 14e
- 2009 - Ch. du Monde de vitesse - MotoGP - Honda Gresini - 8e

- 125 cm3 : 7 podiums, 5 pole positions.
- 250 cm3 : 1 victoire en Grand Prix (Grand Prix de Valence 2006), 4 pole positions et 25 podiums.
- Moto2 : 1 victoire en Grand Prix (Grand Prix d'Australie 2010), 1 pole position et 2 podiums
- MotoGP : 1 podium